# 観賞魚

代表的な観賞魚である錦鯉

観賞魚（かんしょうぎょ）とは、人間に憩いを与えるために水槽や庭に設けた池などでペットとして飼育される魚類の総称。正しくは「観賞魚」であるが錦鯉等ではその美術的価値などから専門誌等で「鑑賞魚」と表記されることもある。また、産業統計上の名称は「観賞用魚」である。

## 特徴
観賞魚は一般的に個人で飼育可能なものを指す。アクアリウムに用いられる観賞魚は、カラシンの仲間（ネオンテトラ、ピラニアなど）、シクリッドの仲間（エンゼルフィッシュ、ディスカスなど）、ナマズの仲間（ブレコストムスなど）、メダカの仲間（グッピーなど）、コイの仲間、アナバスの仲間（以上は淡水魚）、汽水魚、海水魚など9つ程度のグループに分けられる。

## 歴史
観賞魚を飼育する文化は世界各地の古代文明に見られた。例えば古代ローマの養魚池は繁殖用や観賞用などに区分けされ、富裕層は富を誇示するため大規模な養魚池を建設した。中国でも少なくとも周王朝の時代には養魚池があり、裕福な地主や商人は権力の象徴として庭園の池で観賞用のコイの飼育を行った。
日本では江戸時代中期に食用に飼育されていた真鯉が突然変異して緋鯉が誕生し、やがて錦鯉が生まれた。一方、1925年（大正14年）頃には観賞用に初めてアメリカ合衆国からグッピーやソードテールといった熱帯魚が持ち込まれた。